# Avís de bandera vermella

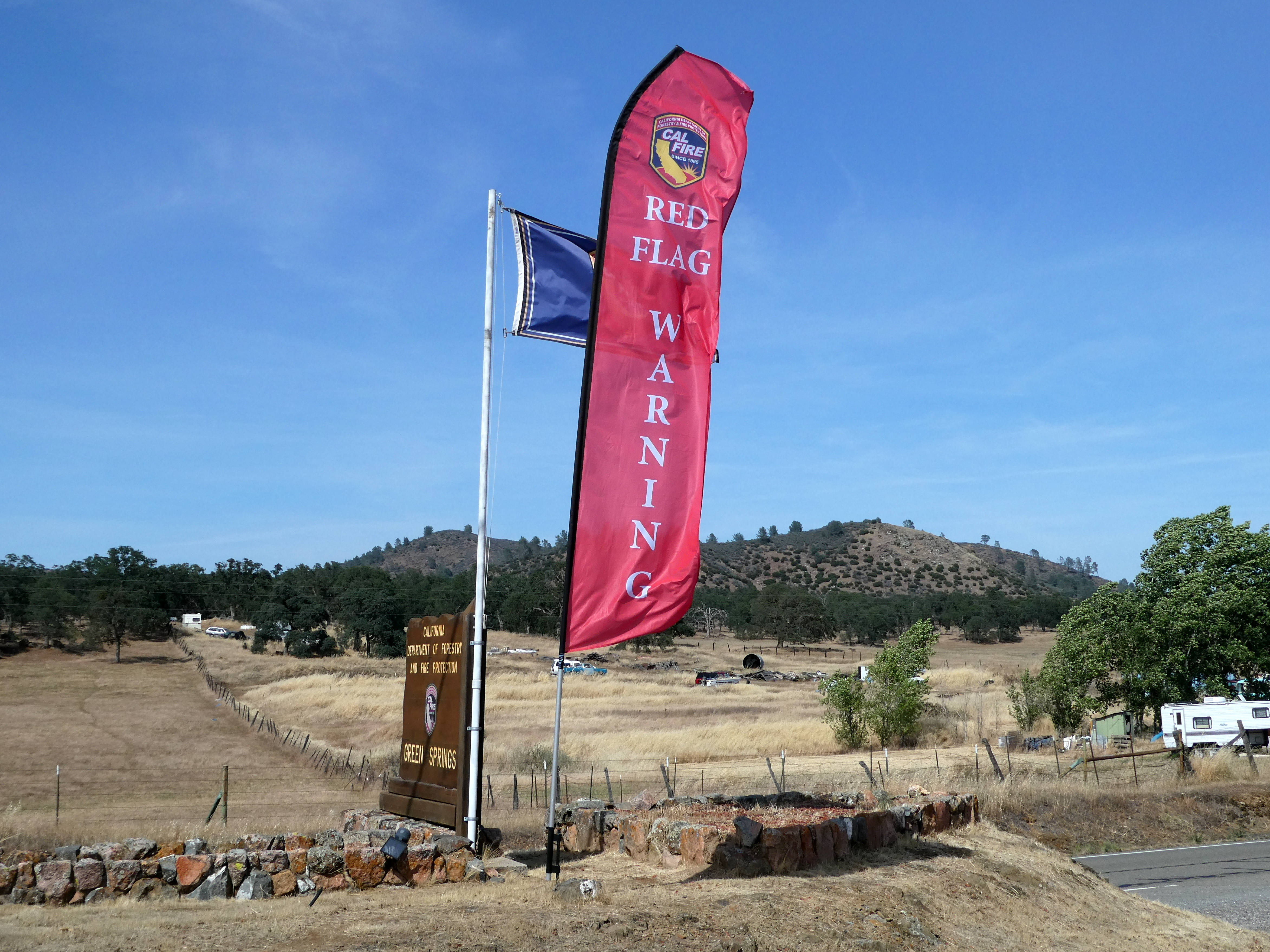
Un avís de bandera vermella, volant a Jamestown (Califòrnia) el 2022

Un avís de bandera vermella (en anglès: red flag warning) és un avís de previsió emès pel servei meteorològic dels Estats Units per informar a la ciutadania, bombers i agències de gestió de la terra que les condicions són ideals per a la combustió d'incendis forestals i la ràpida propagació. Després de condicions de sequera, quan la humitat és molt baixa, i especialment quan hi ha vents alts o erràtics que poden incloure el llamp com a factor, l'avís de bandera vermella es converteix en una declaració crítica per a les agències de lluita contra incendis. Aquestes agències sovint alteren els seus recursos de personal i equips dramàticament per acomodar-hi el risc previst. Per al públic, un avís de bandera vermella significa un alt perill d'incendi amb una probabilitat més gran que un incendi de vegetació s'escampi ràpidament a la zona en 24 hores.
Els criteris meteorològics per als avisos de bandera vermella varien segons l'àrea d'avís de cada oficina del servei meteorològic en funció del tipus de vegetació local, la topografia i la distància de les principals fonts d'aigua. Normalment inclouen els càlculs diaris del contingut d'humitat de la vegetació, la temperatura alta prevista i la humitat relativa mínima a la tarda, i la velocitat del vent durant el dia.
Les lleis locals i les agències de bombers també poden proclamar prohibicions de cremades a l'aire lliure en funció dels avisos de bandera vermella.
L'octubre de 2019, el servei meteorològic va introduir una versió més gran de l'avís, l'avís extrem de bandera vermella. Significa que les condicions de creixement i comportament del foc són extremadament perilloses a causa d'una combinació de forts vents, humitat molt baixa, llarga durada i combustibles molt secs. Es va utilitzar per primera vegada el 29 d'octubre de 2019.
Una previsió diferent però menys imminent pot incloure una alerta meteorològica d'incendi (en anglès: fire weather watch), que s'emet per alertar les agències d'incendis i de gestió de terres de la possibilitat que hi hagi condicions de bandera vermella més enllà del primer període de previsió (12 hores). L'alerta s'emet generalment entre 12 i 48 hores abans de les condicions esperades, però es pot emetre fins a 72 hores abans si l'agència té una confiança raonable. El terme "alerta meteorològica d'incendi" s'encapçala a la previsió rutinària i s'emet com a producte, de manera similar als altres termes principals d'advertència d'incendis. Aleshores, la alerta romandrà vigent fins que caduqui, es cancel·li o s'actualitzi a un avís de bandera vermella.